# Энди Мак
«Энди Мак» (англ. Andi Mack) — американский семейный комедийно-драматический телесериал, созданный Терри Мински, впервые показанный 7 апреля 2017 года на телеканале Disney Channel. Среди главных актёров-звёзд Пейтон Элизабет Ли, Эшер Энджел, Джошуа Раш, София Вайли, Лилан Боуден, Лорен Том и Трент Гарретт. Сюжетная линия происходит вокруг тринадцатилетней девочки Энди и её лучших друзей Сайруса Гудмана и Баффи Дрисколл, перешедших в среднюю школу.
Официальная премьера на русском языке состоялась 16 марта 2020 на телеканале KidZone TV.
Возраст зрителей сериала базируется от 6 до 14 лет. Энди Мак является первым сериалом на канале Disney Channel, c представителем сексуальных меньшинств в числе главных героев, а также первым успешным сериалом, построенным вокруг жизни семьи азиатского происхождения. Оба этих аспекта привлекли значительное внимание зрителей и профильных СМИ и ресурсов.
Сериал получил ряд премий.

## Сюжет

### Первый сезон
В тринадцатый день рождения мир Энди Мак переворачивается, ведь её сестра, Бэкс, оказывается мамой девочки. Об этом вскоре узнают её лучшие друзья, Сайрус и Баффи, после чего объявляется отец Энди, Боуи, отношения которого с Бэкс она хочет возобновить. В то же время девочка вступает в школьную команду по игре в фрисби, чтобы больше общаться с Джоной, к которому она и Сайрус имеют чувства, и в то же время соперничать с девушкой Джоны, Эмбер.

### Второй сезон
Многочисленные попытки Энди убедить родителей сыграть свадьбу оказались неудачными. Однако были и хорошие новости: Джона расстался с Эмбер, а Сайрус решился рассказать Баффи о своих чувствах к нему. Баффи вступила в команду по баскетболу, Ти Джея, капитана которой, она будет обучать математике по просьбе своего учителя; вскоре Сайрус, давший Ти Джею множество полезных советов, стал много общаться с новым другом. Сайрус сообщил Энди о любви к Джоне, с которым у неё завязались романтические отношения. Баффи приходится переехать в другой город из-за новой работы её мамы, но вскоре девочка возвращается обратно и продолжает жить с друзьями по соседству. В Боуи влюбляется девушка Миранда, работающая с ним в цветочном магазине, и между ней и Бэкс начинается война за его внимание. Позже конфликт назрел и между их дочерями, Энди и Морган, по причине кражи одной из вещей. Боуи критиковал Миранду за то, что она заставила его усомниться в честности своего ребёнка, в результате чего они расстались. Бэкс и Боуи возобновили отношения.

### Третий сезон
Бэкс и Боуи поженились. Энди сообщила Джоне, что хочет быть с ним просто друзьями, с чем он согласился. Баффи начала встречаться с карикатурщиком Уокером, что очень смущает Энди. Она, Сайрус, Баффи, Джона и Уокер отправляются кататься на каноэ. Сайрус решил присоединиться к Ти Джею и группе его друзей (Риду и Лестеру) для приключения на велосипедах. Но когда Сайрус узнаёт, что у Рида есть пистолет, он рассказывает об этом директору Мэткалфу, после чего был вызван на допрос по заявлению Ти Джея об инциденте в полицию. Баффи собирает женскую баскетбольную команду, которая проиграла в первой же игре.

## Актёрский состав и персонажи

### Основной состав
- Пейтон Элизабет Ли — Энди Мак, главная героиня
- Джошуа Раш — Сайрус Гудмен, лучший друг Энди и первый главный персонаж-гей на канале Disney Channel
- София Уайли — Баффи Дрискол, лучшая подруга Энди и капитан женской команды по баскетболу
- Ашер Энджел — Джона Бек, бойфренд Энди и капитан школьной команды по игре в фрисби
- Лилан Боуден — Ребекка «Бэкс» Мак, мать Энди, ранее притворявшаяся её сестрой
- Лорен Том — Селия Мак, бабушка Энди, ранее притворявшаяся её матерью
- Трент Гарретт — Боуи Квин, отец Энди

### Второстепенный состав
- Стоуни Уэстморленд — Генри «Хэм» Мак, дедушка Энди, ранее притворявшийся её отцом (1-3 сезоны)
- Эмили Скиннер — Эмбер, бывшая девушка Джоны и официантка в закусочной «The Spoon»
- Челси Т. Чжан — Бриттани, близкая подруга и работодатель Бэкс
- Гаррен Ститт — Марти, член команды по бегу
- Люк Маллен — Ти Джей, капитан мужской команды по баскетболу, имеющий дискалькулию (со 2 сезона)
- Хлоя Хёрс — Миранда (со 2 сезона)
- Дариус Марсель — Уокер (со 2 сезона)
- Миллисент Симмондс — Либби (со 2 сезона)